# Pelinger
Peligner var ett italienskt – eventuellt italiskt – folk som talade peligniska, ett italiskt språk som snarast är en oskisk dialekt. Peligniska kallas också ibland för nord-oskiska och tycks ha talats nästan fram till vår tideräknings början. Pelignernas område låg i nuvarande Abruzzo i Italien, i dalgången Valle Peligna. Ekonomin baserades på jordbruk och boskapsskötsel. 

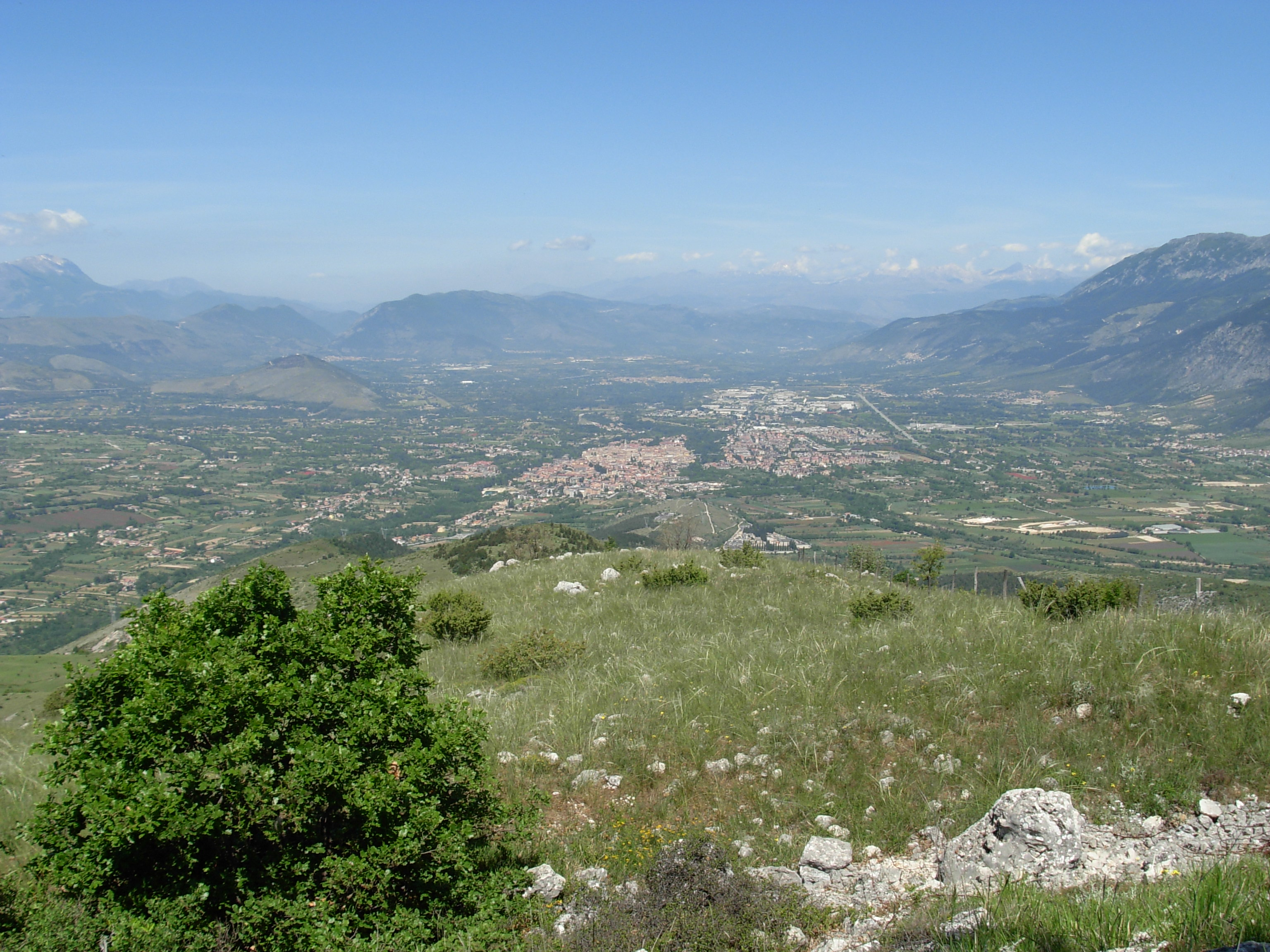
Dalgången Valle Peligna, Abruzzo, pelignernas hemområde

Pelignerna nämns första gången tillsammans med vestinerna, marrucinerna och marserna 325 f.Kr. när de kommer i konflikt med romarna under andra samniterkriget. År 304 f.Kr. led equierna ett allvarligt nederlag vilket ledde till att pelingerna, tillsammans med marrucinerna, marserna och frentanerna skickade bud till Rom med förfrågan om en allians (socii). Med andra ord valde man att i detta läge inte stödja samniterna, vilket förmodligen bidrog till romarnas seger i det andra samnitiska kriget. Man åtnjöt under denna period en betydande autonomi.
Pelignerna höll sig lojala med Rom och avstod från att delta i slaget vid Sentinum: Pelingerna valde till och med att döda tusen av femtusen samniter som flydde från slaget. 
Däremot var pelingerna, tillsammans med picener och marser initiativtagare till bundsförvantskriget (91 f.Kr.- 88 f.Kr.). De italienska folken ville få ökade rättigheter som romerska medborgare. Revolten bröt ut i Asculum då hela den romerska befolkningen i staden mördades. De revolterande italiska folken slöt sig samman kring den pelingska staden Corfinium som huvudstad. Corfinum döptes om till Vitellio enligt vissa källor  och Italica enligt andra . Man präglade också egna mynt under denna period. Under en period kom huvudstaden att flyttas till Isernia. Under kriget kom romarna bland annat att belägra Asculum, som föll den 17 november 89 f.Kr.. Belägringen av Asculum blev slutpunkt för bundsförvantskriget, vilket ledde till att det medborgarskapet utvidgades till att omfatta alla fria män. I och med det förstärktes romaniseringen av pelignerna.